# Conure à tête rouge
Psittacara erythrogenys
Espèce
Statut de conservation UICN

 NT  : Quasi menacé
Statut CITES
La Conure à tête rouge (Psittacara erythrogenys, anciennement Aratinga erythrogenys) est une espèce d'oiseaux néotropicaux.

## Description
Cet oiseau mesure de 33 cm à 34 cm de longueur pour une envergure de 56 cm et une masse de 170 g. Le plumage est en grande partie vert plus ou moins foncé et plus ou moins jaune. La face (jusqu'en arrière des yeux), les épaules et la calotte sont rouges, tout comme le bord d'attaque des ailes. Le bec est gris corne et les pattes sont grises ou noires. Les iris sont jaunes et les cercles oculaires dénudés blancs.
Les juvéniles ont la tête complètement verte.

## Systématique
Cette espèce fait partie du groupe des conures vertes à front rouge avec la Conure de Finsch, la Conure mitrée et la Conure de Wagler.

## Habitat
Cet oiseau vit dans la savane arborée le plus souvent jusqu'à 1 000 m d'altitude et très rarement jusqu'à 2 500 m.

## Répartition
Cette espèce peuple une aire restreinte entre le sud-est de l'Équateur et le nord du Pérou. Elle est introduite sur l'archipel d'Hawaï en 1988.
Elle peuple désormais aussi la Floride.

## Comportement
Cet oiseau nomade ne présente pas de populations stables.

## Nidification
La femelle pond généralement quatre œufs dans le creux d'un arbre. L'incubation dure 29 jours. Les jeunes s'envolent vers l'âge de six semaines.

## Conservation
Malgré l'exiguïté de son aire de répartition, cet oiseau n'est pas en danger car il peuple des régions assez hostiles où il n'est pas menacé par les installations humaines.

## Captivité
La Conure à tête rouge est rarissime en captivité où elle n'est présente que dans quelques élevages, où toutefois elle se reproduit très bien.

## Taxinomie
Suivant une étude phylogénique de Remsen et al. (2013), le genre Aratinga est entièrement redéfini pour être monophylétique. Le Congrès ornithologique international répercute ces changements dans sa classification de référence version 3.5 (2013), et la Conure à tête rouge est déplacée vers le genre Psittacara.